# Alemanes de Siberia
Los alemanes de Siberia (en alemán Sibiriendeutsche) son alemanes étnicos que viven en Siberia. Son un grupo dentro de la categoría mayor de alemanes de Rusia. Algunos de sus ancestros se establecieron voluntariamente en Siberia, mientras que la mayoría son sobrevivientes de las deportaciones masivas desde otras regiones de Rusia hacia los campos de concentración gulags ubicados en Siberia durante la dictadura de Stalin, lo cual constituyó un genocidio.
Actualmente, los alemanes de Siberia suman unos 400.000 personas de un total de 841.295 en todo el país.

## Historia
En el siglo XVIII, los soldados alemanes sirvieron por primera vez a los zares rusos en Siberia. Estos soldados estaban apostados en varios tipos de guarnición. Luego, en el siglo XIX, otros grupos de alemanes se establecieron en Siberia. Además de la población rural, los artesanos, comerciantes, empresarios, farmacéuticos, etc. alemanes se instalaron en las ciudades más grandes, especialmente bajo el primer ministro Pjotr Arkadjewitsch Stolypin (1862-1911). Se fundaron colonias alemanas subsidiarias en Siberia y Kazajistán. Por lo tanto, los alemanes que vivían allí también se conocían como "alemanes Stolypin", en referencia al primer ministro ya mencionado. 
Un foco del movimiento de asentamientos estaba en la región de Omsk. Debido al crecimiento natural de la población, el número de alemanes siberianos aumentó por encima de 70 000 en 1920. A diferencia de otros grupos de alemanes de Rusia, los alemanes siberianos no fueron deportados, dado que ya se encontraban en Siberia. No obstante, a raíz de las deportaciones de otros grupos de alemanes étnicos, se integraron con otros alemanes de Rusia provenientes de otras regiones, principalmente en Omsk, Siberia. Más de 100.000 alemanes étnicos viven actualmente allí. Una población de alemanes étnicos se ha desarrollado en Barnaúl, localizada en Krai de Altái de Siberia. Barnaúl, en particular, fue considerado uno de los centros de los Gulag en Siberia, donde se concentró alemanes étnicos sometidos al trabajo forzado.
Junto con la gran ola de emigración desde finales de la década de 1980, una parte significativa de los alemanes de Siberia se ha trasladado a la República Federal Alemana. De entre los alemanes de Siberia, y sus descendientes, que viven en Alemania, han destacado Julia Neigel  y la cantante pop Helene Fischer.

## Distritos y ciudades con presencia alemana
- Distrito Nacional Alemán de  Galbshtadt en la entidad federal de Krai de Altái[4]
- Distrito Nacional Alemán de Azovsky o Asowo en la entidad federal Óblast de Omsk; donde el Alemán goza de cierto estatus de protección[5]
- Barnaúl, capital de Krai de Altái, Siberia Occidental

## Aspectos culturales

### Idiomático
Existen varios grupos de dialectos y diferencias lingüísticas entre los grupos de alemanes étnicos de Siberia, como consecuencia del fenómeno de deportaciones masivas que convergieron en ese lugar. Cada localidad tiene su distintivo lingüístico y hablan su dialecto local. Los mismos son variantes del alto alemán, con la única excepción de los menonitas de Rusia, los cuales hablan Plautdietsch o bajo alemán menonita.
Dado que el idioma alemán les fue prohibido durante la dictadura de Stalin, sumado a las durísimas condiciones de vida impuestas en el marco de las políticas de genocidio, hoy en día los descendientes de los sobrevivientes emplean el ruso como primera lengua.

### Religión
Un buen número de alemanes de Siberia son descendientes de menonitas, además de otras ramas de iglesias protestantes o evangélicas.